# Leng Ji
Leng Ji (ur. 2004) – chiński zapaśnik walczący w stylu klasycznym. Zajęła piąte miejsce na mistrzostwach świata w 2024.
Brązowy medalista mistrzostw Azji w 2024 i 2025 roku.